# Enteroctopus
Genre
Répartition géographique
- Enteroctopus dofleini
- Enteroctopus megalocyathus
- Enteroctopus magnificus
- Enteroctopus zealandicus

Enteroctopus est un genre de mollusques de l'ordre des octopodes (les octopodes sont des mollusques à huit pieds et sont communément appelés pieuvres).

## Liste d'espèces
Selon World Register of Marine Species (25 novembre 2018) :
- Enteroctopus dofleini (Wülker, 1910) - Pieuvre géante du Pacifique
- Enteroctopus magnificus (Villanueva, Sánchez & Compagno Roeleveld, 1992)
- Enteroctopus megalocyathus (Gould, 1852)
- Enteroctopus zealandicus (Benham, 1944)